# کنشگر شایسته فرهنگ
کنشگر شایستهٔ فرهنگ (لهستانی: Zasłużony Działacz Kultury) یک نشان دولتی برای هنر و فرهنگ در لهستان بود که توسط وزارت فرهنگ و میراث ملی جمهوری خلق لهستان به افراد و سازمان‌ها برای مشارکت‌های برجسته یا حمایت و تبلیغ برای فرهنگ لهستان اعطا می‌شد. این نشان در سال ۱۹۶۲ بنیان نهاده شد و در سال ۲۰۰۵ به عنوان بخشی از اصلاحات کلی در مدیریت فرهنگ و آموزش در لهستان، با مدال شایستگی برای فرهنگ - گلوریا آرتیس جایگزین شد.